# Az arany iránytű
Az arany iránytű (The Golden Compass) a New Line Cinema fantasyfilmje, Philip Pullman Az Úr sötét anyagai-könyvtrilógiájának első kötete, az Északi fény (az Amerikai Egyesült Államokban a filmmel azonos címen jelent meg) alapján. A történet egy Lyra nevű kislány kalandjait meséli el a messzi északon, miközben barátját keresi. A projektet 2002 februárjában jelentették be, a különböző fantasy-adaptációk sikerét követően, s a 180 millió dolláros költségvetésű produkció a stúdió legnagyobb vállalkozása fennállása óta, miután az elmúlt év sorozatos kudarcokat hozott a jegypénztáraknál. 2007 októberében a Katolikus Liga a film bojkottjára szólított föl, a forrásanyag vélt anti-katolicista témái okán.
A bemutatóra december 7-én került sor Észak-Amerikában, hazánkba pedig a rákövetkező csütörtökön érkezett az InterCom forgalmazásában.

## Szereplők
| Szereplő                 | Színész                     | Magyar hang     |
| ------------------------ | --------------------------- | --------------- |
| Lyra Belacqua            | Dakota Blue Richards        | Talmács Márta   |
| Marisa Coulter           | Nicole Kidman               | Pápai Erika     |
| Lord Asriel              | Daniel Craig                | Kőszegi Ákos    |
| Serafina Pekkala         | Eva Green                   | Ruttkay Laura   |
| Lee Scoresby             | Sam Elliott                 | Szersén Gyula   |
| Pantalaimon              | Freddie Highmore (hang)     | Penke Bence     |
| Iorek Byrnison           | Ian McKellen (hang)         | Papp János      |
| Ragnar Sturlusson        | Ian McShane (hang)          | Bolla Róbert    |
| Hester                   | Kathy Bates (hang)          | Hirling Judit   |
| Stelmaria                | Kristin Scott Thomas (hang) | Tóth Enikő      |
| John Faa                 | Jim Carter                  | Csurka László   |
| a kollégium igazgatója   | Jack Shepherd               | Versényi László |
| Fra Pavel                | Simon McBurney              | Epres Attila    |
| Mrs. Lonsdale            | Magda Szubanski             | Tóth Szilvia    |
| Magisztériumi főtanácsos | Christopher Lee             | Bartók László   |
| Magisztériumi megbízott  | Derek Jacobi                | Kajtár Róbert   |

- Dakota Blue Richards mint Lyra Belacqua, aki útra kel, hogy megküzdjön a gonosz erőivel és megmentse legjobb barátját. A New Line Cinema 2006 júniusában jelentette be a 12 éves Richards kiválasztását, aki azt követően ment el a nyílt szereplőválogatásra, hogy látta Az arany iránytű egy színpadi változatát.[3] Tízezer kislány közül választották ki, ez az első színészi feladata.[4]
- Nicole Kidman mint Marisa Coulter, a film gonosztevője. Kidman volt Philip Pullman ideális jelöltje a szerepre már tíz évvel a film munkálatainak megkezdése előtt,[5] s a kezdeti elutasítás ellenére, melyet azzal indokolt, hogy nem akar negatív figurát játszani, Kidman végül elfogadta a felkérést, miután Pullman személyesen írt neki levelet.[6]
- Daniel Craig mint Lord Asriel, Lyra távolságtartó és titokzatos kalandor bácsikája.
- Ian McKellen az eredeti hangja Iorek Byrnisonnak, a felpáncélozott jegesmedvének, aki Lyra barátjává és bajtársává lesz. Nonso Anozie színésszel készültek hangrögzítések, azonban már egy kései munkálati fázisban a New Line leváltotta őt McKellenre, mivel egy nagyobb nevet akartak a szerepre.[7] A stúdió produkciós elnöke, Toby Emmerich bevallotta, „sosem gondoltam Anozie-re mint Iorek hangadójára,” s bár kezdetben megbízott Weitz a szereposztást illető döntéseiben, „sosem tudtam szabadulni a gondolattól, hogy ennek a fickónak a hangja nem az igazi.” A váltás nem volt Weitz ínyére, de később azt mondta, „ha bárkit lecserélnek a filmedben, boldogsággal tölthet el, ha Ian McKellen az új illető.”[3]
- Ian McShane szólaltatja meg Ragnar Sturlussont, a páncélos medvekirályt. Ragnar neve a könyvben Iofur Raknison, azonban a filmkészítők változtatást eszközöltek, hogy elkerüljék az összekeverés lehetőségét Iorekkel.[8]
- Sam Elliott mint Lee Scoresby, egy aeronauta, aki Lyra segítségére lesz.
- Eva Green mint Serafina Pekkala, a boszorkányok egy királynője.
- Freddie Highmore szolgáltatja a hangját Pantalaimonnak, Lyra daimónjának.
- Ben Walker mint Roger Parslow, Lyra legjobb barátja, akit elrabolnak és északra visznek.
- Claire Higgins mint Ma Costa, a Lyrát segítő gyiptus-család tagja.
- Jim Carter mint John Faa, a gyiptusok királya.
- Tom Courtenay mint Farder Coram, John Faa tanácsosa.
- Kathy Bates kölcsönzi a hangját Hesternek, Lee Scoresby daimónjának.
- Kristin Scott Thomas hallható Stelmariaként, aki Lord Asriel daimónja.
- Jack Shepherd mint a Jordan kollégium vezetője.
- Simon McBurney mint Fra Pavel, a kollégium tiszteletese.
- Magda Szubanski mint Mrs. Lonsdale, a kollégium dadusa.
- Christopher Lee mint a Magisztérium első főkancellárja. Lee-t szintén a New Line választotta, s nem Chris Weitz.[3]
- Derek Jacobi mint a magisztériumi megbízott.

## A cím
A kiadást megelőző időszakban a regénysorozat The Golden Compasses (Az arany iránytűk) címen volt ismert. A Compasses szó egy körzőre utalt (az iránytű és körző megegyezik az angol nyelvben), semmint a tájolóra. Pullman ezután a Northern Lights (Északi fények) címnél állapodott meg az első kötet számára, s a trilógiára továbbra is The Golden Compassesként utalt.
Az Amerikai Egyesült Államokban az első kötet feletti publikálási megbeszélések során a kiadó, az Alfred A. Knopf., Inc. The Golden Compass-nek (Az arany iránytű) nevezte a könyvet (figyelmen kívül hagyva a többes számot), lévén úgy hitték, a címbeli tárgy Lyra aletiométerére vonatkozik, mivel az emlékeztet egy iránytűre. Ezalatt az Egyesült Királyságban Pullman lecserélte a The Golden Compasses trilógia-címet His Dark Materialsra (ami a magyar keresztségben Az Úr sötét anyagai címet kapta, és amit a szerző az Elveszett Paradicsomból kölcsönzött). Azonban Pullman szerint a kiadó ragaszkodott a The Golden Compasshoz, így az USA-ban megjelent változat megmaradt ennél a címnél, nem változtatták Northern Lights-ra, amit az Egyesült Királyságban használtak végül.
Mivel tehát a könyvet The Golden Compassként ismerték az USA-ban és Kanadában, a New Line Cinema e cím mellett döntött a filmadaptáció számára.

## Háttér
2002. február 11-én, a New Line A gyűrűk ura: A gyűrű szövetsége című filmjének sikerét követően a stúdió megvásárolta Philip Pullman Az Úr sötét anyagai-trilógiájának jogait. Brett Ratner és Sam Mendes rendezők érdeklődésüket fejezték ki a projekt iránt, 2003 júliusában pedig felkérték Tom Stoppardot a forgatókönyv megírására.
Egy évvel később Chris Weitz került a rendezői székbe, miután minden előzmény nélkül felkereste a stúdiót egy 40 oldalas vázlattal. A cég visszautasította Stoppard szkriptjét, s az adaptálást is Weitzre bízták, aki Stoppard rajongójának vallotta magát, így úgy döntött, nem olvassa el elődje írását, nehogy „szándékán kívül elorozzon tőle elemeket.” A könyv elkészülte után, Weitz a Barry Lyndont és a Csillagok háborúját nevezte meg a film stílusbeli ihletőjeként. 2004-ben Peter Jackson meghívta őt a King Kong forgatására, hogy információt gyűjthessen arról, hogyan is zajlik egy blockbuster rendezése, s hogy tanácsokat kapjon a New Line Cinemával való üzletkötéssel kapcsolatban, lévén Jackson nekik készítette A gyűrűk ura-filmtrilógiát. Egy későbbi interjút követően, melyben Weitz azt mondta, a regény a szervezett vallás elleni támadásait mérsékelni kell a filmben, egyes rajongók kritikával illették őt, s 2004. december 15-én a direktor bejelentette visszalépését rendezői posztjáról, amit az epikus alkotás hatalmas technikai kihívásaival indokolt. Később azt is megjegyezte, hogy elképzelte a könyv rajongói és ellenzői, illetve az egy újabb A gyűrűk urát remélő stúdió által rá gyakorolt nyomás lehetőségét.
2005. augusztus 9-én bejelentették, hogy Anand Tucker brit rendező váltja Weitzt. Tucker úgy vélte, a film témája Lyra „családkeresése”, s Pullman egyet értett vele: „Rengeteg nagyon jó ötlete van, s nem tántorítják el a technikai nehézségek sem. De a legjobb dolog a történet iránt érdeklődők szempontjából, hogy tudatában van annak, hogy ez nem a számítógépes grafikáról szól; nem fantasztikus kalandokról csodálatos világokban; hanem Lyráról.” Tucker azonban 2006. május 8-án otthagyta a produkciót, a New Line-nal való kreatív különbségekre hivatkozva, s Weitz visszatért helyére. Úgy nyilatkozott, „Egyszerre vagyok a film első és harmadik rendezője… De sokat fejlődtem a köztes időben.” Deborah Forte producer szerint Tucker a New Line elképzeléseihez mérten kisebb, kevésbé izgalmas filmet akart készíteni. A vállalat produkciós elnöke, Toby Emmerich azt fűzte Weitz visszatéréséhez, hogy „Azt hiszen, Chris ráébredt, hogy ha nem jön vissza és lép a tettek mezejére, a film talán el sem készül…Nem volt semmilyen B tervünk akkor.” Weitz azután döntött úgy, hogy újra elkötelezi magát Az arany iránytű mellett, hogy levelet kapott Pullmantól, melyben arra kéri őt, fontolja meg a dolgot. Távozása óta tervrajzok, díszlettervek és vizuális effekt-tervek is készültek, s bár Weitz bevallotta, félelmbe továbbra sem tűnt el, feladata hirtelen megvalósíthatónak tűnt.
2007. október 9-én Weitz elárulta, hogy a kötet utolsó három fejezete A titokzatos kés filmváltozatában kap majd szerepet, hogy „a legígéretesebb konklúziót kaphassa az első film és a lehető legjobb kezdést a második.” Pullman nyilvánosan támogatta ezen változtatásokat, mondván „minden filmben kellenek változtatások a könyv eredeti történetéhez képest – nem a kicsengésen kell módosítani, de passzolnia kell a film dimenzióihoz és közegéhez.”
A forgatás 2006. szeptember 4-én vette kezdetét az angliai Shepperton Studiosban, s további jeleneteket rögzítettek Svájcban és Norvégiában. Londonban, Greenwichben az Old Royal Naval College-ot hasznosította a stáb helyszínként, majd az oxfordi Radcliffe Square-en forgott a kamera. Éjszakai felvételek a The Queen's College-ben és a Queen's Lane-en készültek, szintén Oxfordban.
Dennis Gassner produkciós dizájner úgy nyilatkozott munkájáról: „Az egész a fordításról szól – fordítás olyasvalamiről, amit megértesz, egy más nyelvre. Úgyhogy ez egy újfajta aláírás, egy másik világba tekintünk, ami ismerősnek tűnik, mégis egyedi. Használok erre egy kifejezést – a „cludging”-ot. Fogok egy elemet, ami egy másikkal kombinálva valami újat alkot. Ez egyfajta hibrid avagy fúzió, s ez az, amiről ez a film szól egy tervező szemszögéből. Egyesíteni kell az ötleteket és az elképzeléseket az elméleti és fizikai környezettel.”
A Rhythm and Hues Studios alkotta meg a fő daimónokat, a Framestore CFC pedig a medvéket. A brit Cinesite feladata volt a másodvonalbeli daimónok megjelenítése.
A film zeneszerzője Alexandre Desplat, a végefőcím alatt hallható „Lyra” című dalt pedig Kate Bush énekli.

## Fogadtatás
A film vegyes kritikákat kapott; a Rotten Tomatoes oldalán a pozitív visszajelzések száma 40%-ot mutat. Roger Ebert és Richard Roeper, a Chicago Sun-Times újságírói, illetve Kenneth Turan, a Los Angeles Times munkatársa azonban kedvező véleménnyel szolgált.

### Box office
A rendkívül költséges film 2007. december 7-én került az észak-amerikai mozikba, egyedüli bemutatóként. Nyitóhétvégéjén 25,8 millió dollárt hozott, ami elmarad a prognosztizált, a büdzsé fényében egyébként is alacsony 30-40 milliótól. A decemberi fantasyk közül ez az eredmény a 2006-os, százmilliót felemésztő Eragonhoz áll legközelebb, amely 23,2 millió dollárt keresett első három napján, s messze elmarad a 2005-ben bemutatott, Az arany iránytűéhez hasonló összegből készült Narnia krónikái: Az oroszlán, a boszorkány és a ruhásszekrény 65,6 milliójától. A csalódást keltő szereplést többnyire az általában közepes kritikáknak és a Katolikus Liga ellenkampányának tulajdonítják.
A világ többi részén mindazonáltal 51 millió dollárnak megfelelő jegybevételt ért el a film 27 országból első hétvégéje folyamán, amit 2008 tavaszára 280 millióra növelt.

### Jelentősebb díjak és jelölések
| Díj       | Kategória                 | Jelöltek                                                     | Nyert-e? |
| --------- | ------------------------- | ------------------------------------------------------------ | -------- |
| Oscar-díj | legjobb díszlet           | Dennis Gassner és Anna Pinnock                               |          |
| Oscar-díj | legjobb vizuális effektek | Michael L. Fink, Ben Morris, Bill Westenhofer és Trevor Wood |          |
|           |                           |                                                              |          |
| BAFTA-díj | legjobb vizuális effektek | Michael L. Fink, Ben Morris, Bill Westenhofer és Trevor Wood |          |

A film további 2 díjat nyert el különböző kritikusi és szakmai szervezetektől.

## Visszhang
A regények több kulcstémája, így a szervezett vallás elutasítása és a fikcionalizált katolikus egyház visszaélése a hatalmával kisebb mértékben jelennek meg a filmben. Weitz elmondta, „a könyvekben a Magisztérium a katolikus egyháznak felel meg, ami messze eltért már gyökereitől”, de a filmben megjelenített szervezet nem fog pontosan megegyezni Pullman eredeti ábrázolásával. Ehelyett, a Magisztérium minden dogmatikus szervezet képviselője. A rendező azt is hozzátette, a New Line Cinema félt attól, hogy a történet vallásellenes motívumai miatt a film nem lenne életképes anyagilag az Egyesült Államokban, így a vallásra és Istenre közvetlenül nem utalnak benne. Biztosítékként a rajongóknak Weitz elmondta, a vallás eufemisztikus értelemben jelenik meg, azonban a döntést ennek ellenére is támadták egyes rajongók, cenzúraellenes csoportok és a National Secular Society, azaz az Világiak Országos Társasága (melynek Pullman tiszteletbeli tagja), akik szerint „a szívétől fosztják meg, elveszik a lényegét, kasztrálják”, „ez része egy régre visszanyúló problémának a szólásszabadsággal kapcsolatban.” A változtatások a regényhez képest már Tom Stoppard visszadobott forgatókönyve óta jelen voltak, s maga Pullman szerint a film hű könyvéhez.
2007. október 7-én a Katolikus Liga a film bojkottjára szólított fel. A Liga elnöke, William A. Donohue elmondta, hogy általában nem a filmet kifogásolja, ám attól még, hogy abban a vallálos elemek kisebb szerephez jutnak, bátorítani fogja a gyerekeket a regények elolvasására, ami a „befeketíti a kereszténységet” és a „gyerekeknek ateizmust” hirdet. A szerzőtől, Pullmantól idézett, mikor azt mondta, „a keresztény hit alapjait próbálja meg aláásni.” A Liga reméli, hogy „a film [nem talál] sikerre a jegypénztáraknál és [Pullman] könyvei kevés vásárlót vonzanak majd.” Más evangelikus csoportok, úgymint a Keresztény Film- és Televíziós Bizottság, megvárja a film bemutatóját, s a látottak alapján dönt a lépések felől, akárcsak a római katolikus egyház Britanniában, míg a Katolikus Hírszolgálat a bojkott helyett figyelembe ajánlja, hogy a katolikus szülőknek ez megfelelő alkalom „a bonyolultabb bölcseleti kérdések átbeszélésére” gyermekeikkel.
Pullman azóta úgy nyilatkozott, hogy a könyveknek nincs vallási tárgya, Donohue bojkottjáról pedig úgy vélekedik, „Miért nem bízzuk az olvasókra? Miért nem bízzuk a mozinézőkre? Jaj, a fejemet rázom szomorúságomban, hogy ilyen hülyék szabadon mászkálnak a világban.” Egy 2007. november 28-i beszélgetésben Donohue-val a CBS Early Showjában, Ellen Johnson, az Amerikai Ateisták elnöke azt mondta, hogy a film az ateizmus hirdetése helyett inkább bátorítja a gyerekeket a fennhatóság megkérdőjelezésére, s tanulni is tudnának a dologból. A rendező szerint Az Úr sötét anyagai „nem ateista munka, hanem rendkívül spirituális és tisztelettudó írás”, s Nicole Kidman is megvédte döntését, miszerint szerepet vállalt a filmben, mondván, „A katolikus egyház lényegem egy része. Nem tudnék dolgozni ezen a filmben, ha azt gondolnám, hogy teljesen anti-katolicista.”
Néhány kommentátor jelezte, hogy véleményük szerint mindkét oldal kritizálása végül jelentéktelennek bizonyul majd, és a negatív publicitás nagy löketet ad a film bevételeinek.

## Folytatások
A New Line Cinema megbízta Hossein Amini forgatókönyvírót a trilógia második kötete, A titokzatos kés adaptálásával, melyet előreláthatólag 2009 végén mutattak volna be; ezt követte volna a harmadik fejezet, A borostyán látcső. Toby Emmerich, a New Line elnöke ugyanakkor Az arany iránytű anyagi sikerétől tette függővé a második és harmadik rész elkészültét.
2008. március 13-án, a nagy sikerű japán bemutatót követően egy a Variety által közölt interjúban Deborah Forte, a film producere optimistán nyilatkozott a folytatás lehetőségéről, ennek ellenére azok azóta sem készültek el. Ellenben a történet új feldolgozást kapott Az Úr sötét anyagai című sorozatban.

### Egyéb
- „Kis karácsonyi kultúrharc” – A Metazin beszámolója a film körüli kultúrvitáról
- Brian Sibley: Az arany iránytű. Hivatalos filmkönyv; ford. Bakonyi Berta; Alexandra, Pécs, 2007